# Cayo Manlio Valente
Cayo o Gayo Manlio Valente  fue un senador romano del siglo I nacido en el año 6, bajo Augusto, y fallecido en 96, bajo Domiciano, cuando había culminado su cursus honorum con el cargo de consul ordinarius.

## Carrera política
El primer cargo conocido es el de legado de la Legio II Augusta en 51-52 en la provincia de Britania, combatiendo contra los siluros, quienes derrotaron ignominiosamente a esta unidad, por lo que su carrera se detuvo.
En 67 el emperador Nerón le había encomendado el mando de la nueva Legio I Italica y en 69 se había proclamado partidario de Vitelio, aunque Fabio Valente consiguió que este hecho no le fuera reconocido. Al mando de su legión combatió contra los partidarios de Vespasiano en la segunda batalla de Bedriacum, lo que le supuso que su carrera se oscureciese durante los imperios de Vespasiano, Tito y Domiciano. Solo retornó a la vida pública, ya anciano, por decisión de Domiciano, quien le nombró consul ordinarius en 96, falleciendo a los pocos días de tomar posesión.